# Ophidion puck
Ophidion puck är en fiskart som beskrevs av Lea och Robins 2003. Ophidion puck ingår i släktet Ophidion och familjen Ophidiidae. Inga underarter finns listade i Catalogue of Life.